# Arrenoseius grandis
Arrenoseius grandis är en spindeldjursart som först beskrevs av Berlese 1914.  Arrenoseius grandis ingår i släktet Arrenoseius och familjen Phytoseiidae. Inga underarter finns listade i Catalogue of Life.